# Pierre du Lion
Ne doit pas être confondu avec Pierre du Lyon (abbé).
Pierre du Lion, ou du Lyon, mort le 11 février 1491, est un prélat français à la fin du XVe siècle, archevêque de Toulouse.

## Biographie
C'est le fils d'Espan III du Lion, chevalier, seigneur de Viane et de Villeségur, abbé lay d'Orthez, gouverneur des bois et forêts du Béarn et de Marguerite de Besaudun et le frère de Gaston du Lion, chevalier, seigneur de Besaudun, vicomte de l'Isle et de Canet, chambellan de Louis XI, sénéchal de Toulouse, de Saintes, des Lannes et de Bazadois.
Pierre est archevêque de Toulouse de 1475 à 1491, après la résignation de Bernard du Rosier.